# Bärenstein, Erzgebirgskreis
Bärenstein är en kommun (Gemeinde) i tyska distriktet Erzgebirgskreis i förbundslandet Sachsen. Den ligger vid gränsen mot Tjeckien och är uppkallad efter berget med samma namn. Kommunen ingår i förvaltningsområdet Bärenstein tillsammans med kommunen Königswalde.
Förutom Bärenstein består kommunen av orterna Stahlberg, Kühberg och Niederschlag.
Centralorten grundades troligen under tidiga 1500-talet och redan 1548 nämns den som köping (Flecken) i en urkund. I regionen uppkom flera malmbrott vad som ökade ortens betydelse. Bärenstein fick 1655 sin första kyrka och 1688 hade byn cirka 700 invånare. I samband med den industriella revolutionen fick kommunen 1872 järnvägsanslut till Annaberg-Buchholz och Weipert (idag Vejprty i Tjeckien). Bron mot Weipert stängdes efter Andra världskriget. I några av kommunens bergverk skedde mellan 1946 och 1954 gruvdrift efter uran. Gränsövergången mot Tjeckien öppnades åter 1991 och 1993 var även järnvägsbron återställd. Sedan 1996 sker administrationen i ett kommunalförbund (Verwaltungsgemeinschaft) tillsammans med grannkommunen Königswalde.
Bärensteins vänorter är Vejprty (Tjeckien) och Planegg i Bayern.